# Country Grammar
Country Grammar è il primo album in studio del rapper statunitense Nelly, pubblicato il 27 giugno 2000 dalla Universal Records e Fo'Reel.

## Tracce
1. Intro (feat. Cedric the Entertainer) – 1:21
2. St. Louie – 4:27 (Cornell Haynes Jr., Jason Epperson)
3. Greed, Hate, Envy – 4:15 (Cornell Haynes Jr., Lavell Webb)
4. Country Grammar (Hot Shit) – 4:47 (Cornell Haynes Jr., Jason Epperson)
5. Steal the Show (feat. St. Lunatics) – 5:27 (Cornell Haynes Jr., Jason Epperson, Ali Jones, Tohri Harper, Robert Cleveland)
6. Interlude (feat. Cedric the Entertainer) – 0:33
7. Ride wit Me (feat. City Spud) – 4:51 (Cornell Haynes Jr., Lavell Webb, Jason Epperson)
8. E.I. – 4:45 (Cornell Haynes Jr., Jason Epperson)
9. Thicky Thick Girl (feat. Murphy Lee & Ali) – 4:34 (Cornell Haynes Jr., Lavell Webb, Jason Epperson, Tohri Harper)
10. For My (feat. Lil Wayne) – 4:08 (Cornell Haynes Jr., Jason Epperson, Dwayne Carter Jr.)
11. Utha Side – 4:33 (Cornell Haynes Jr., Jason Epperson)
12. Tho Dem Wrappas – 4:09 (Cornell Haynes Jr., Jason Epperson)
13. Wrap Sumden (feat. St. Lunatics) – 4:16 (Cornell Haynes Jr., Jason Epperson, Tohri Harper, Robert Cleveland, Lavell Webb)
14. Batter Up (feat. St. Lunatics) – 5:27 (Cornell Haynes Jr., Jason Epperson, Tohri Harper, Ali Jones, Steve Wills)
15. Never Let Em C U Sweat (feat. The Teamsters) – 4:14 (Cornell Haynes Jr., Lavell Webb, Donell Simmons, Jamal Aziz, Jesse "Corparal" Wilson)
16. Luven Me – 4:07 (Cornell Haynes Jr., Lavell Webb)
17. Outro (feat. Cedric the Entertainer) – 0:44

## Successo commerciale
Country Grammar ha esordito al 3º posto della Billboard 200 con 252 000 copie vendute nella prima settimana di vendite, per poi raggiungere nella sua settima settimana di permanenza la prima posizione, segnando il suo primo album a raggiungere tale posizione della classifica statunitense. L'album è rimasto 104 settimane in classifica ed è certificato disco di diamante.

## Classifiche

### Classifiche settimanali
| Classifica (2000-01) | Posizione massima |
| -------------------- | ----------------- |
| Australia            | 4                 |
| Belgio (Fiandre)     | 24                |
| Canada               | 7                 |
| Danimarca            | 29                |
| Finlandia            | 26                |
| Francia              | 109               |
| Germania             | 45                |
| Irlanda              | 15                |
| Norvegia             | 35                |
| Nuova Zelanda        | 3                 |
| Paesi Bassi          | 8                 |
| Regno Unito          | 14                |
| Stati Uniti          | 1                 |
| Svizzera             | 90                |

### Classifiche di fine anno
| Classifica (2000) | Posizione |
| ----------------- | --------- |
| Stati Uniti       | 14        |
| Classifica (2001) | Posizione |
| Australia         | 27        |
| Belgio (Fiandre)  | 91        |
| Germania          | 83        |
| Paesi Bassi       | 56        |
| Regno Unito       | 83        |
| Stati Uniti       | 10        |
| Classifica (2002) | Posizione |
| Stati Uniti       | 191       |